# Globicephala melas
Il globicefalo (Globicephala melas (Traill, 1809)), chiamato anche delfino pilota o balena pilota, è un cetaceo della famiglia Delphinidae, una delle due specie nel genere Globicephala.

## Descrizione

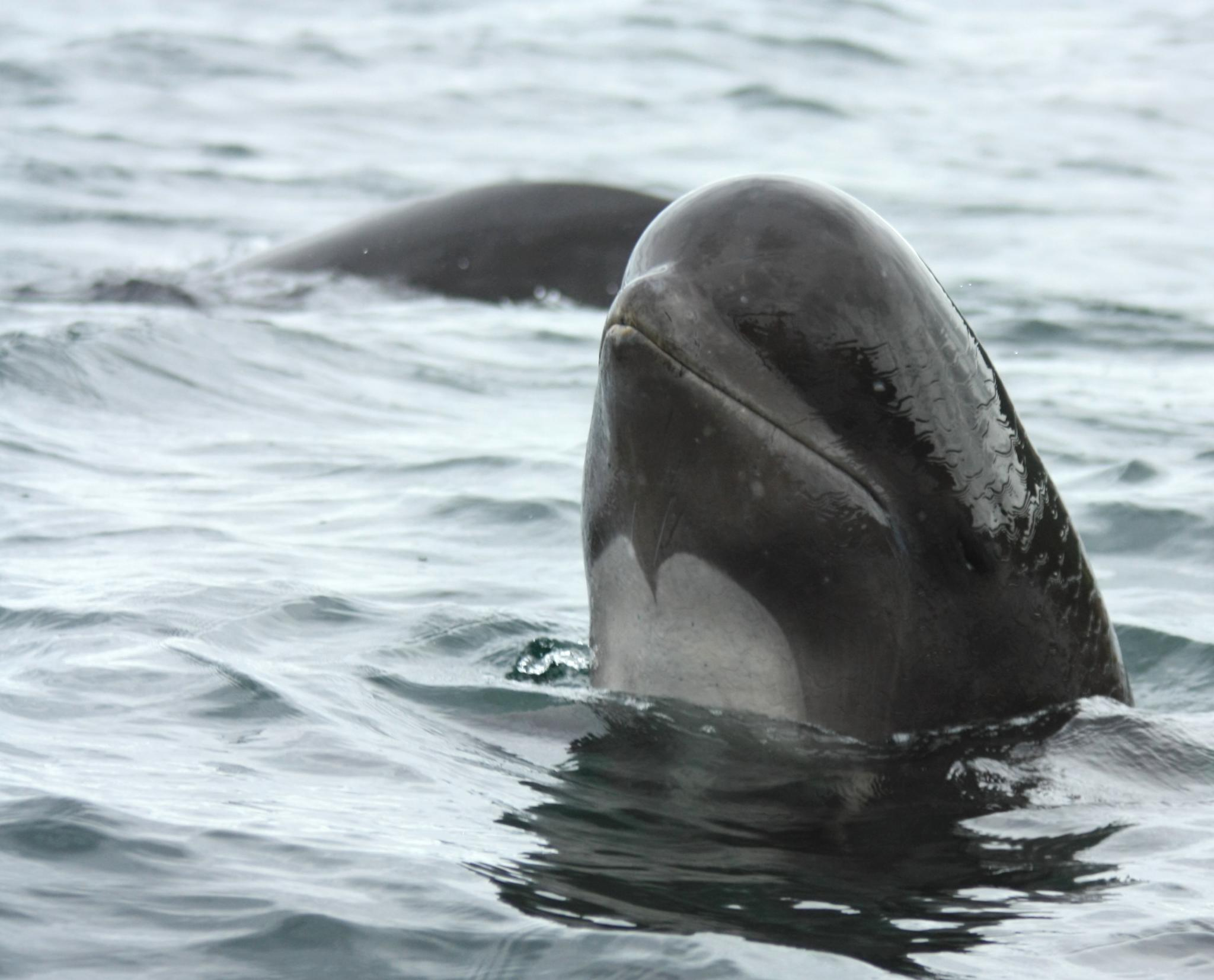
Particolare della testa

Il globicefalo ha un corpo massiccio dotato di due lunghe pinne pettorali a forma di mezzaluna. La testa, globosa, ha fronte sporgente, e termina con un brevissimo rostro. La pelle è nera, biancastra in un'area tra il petto e il ventre. Le sue dimensioni massime arrivano a 8,7 metri di lunghezza.

## Biologia

### Comportamento
A volte si osservano dei gruppi praticamente fermi in superficie, tanto da permettere alle imbarcazioni di avvicinarsi. Si osservano spesso lo spyhopping, il lobtailing e anche il breaching ma questo quasi soltanto negli esemplari più giovani.
Sono stati osservati episodi di spiaggiamento collettivo, tra cui molto importanti quelli avvenuti in Nuova Zelanda nel 1918 (circa 1000 globicefali) e nel 2017 (almeno 600 globicefali), e sull'isola di Tasmania (oltre 200 globicefali).

### Alimentazione
Le immersioni che effettua per nutrirsi, o meglio per cercare del cibo, possono durare fino a 10 minuti. Il suo soffio supera il metro di altezza. Si possono osservare anche a 600 metri di profondità, ma solitamente le sue immersioni si spingono a poche decine di metri. Si nutre principalmente di cefalopodi.

## Distribuzione
La specie è stata fortemente sfruttata nei secoli passati, ma in tempi recenti ancora si osserva abbastanza numerosa soprattutto in due luoghi specifici:
- Nell'emisfero sud (associata alle correnti di Humboldt, delle Falkland e del Benguela)
- Nell'Atlantico del Nord.